# Loćika (gmina Aleksinac)
Loćika (cyr. Лоћика) – wieś w Serbii, w okręgu niszawskim, w gminie Aleksinac. W 2011 roku liczyła 302 mieszkańców.